# Peninsula Ridge

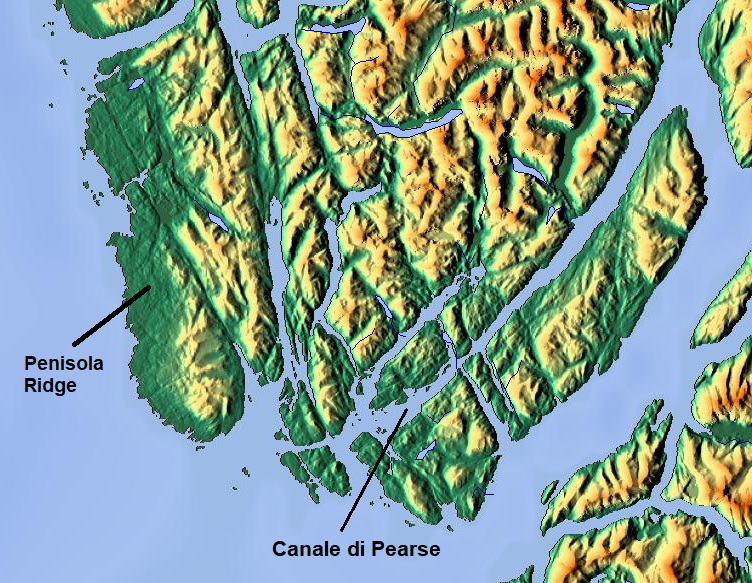
Kaart met de Peninsula Ridge

De Peninsula Ridge is een schiereiland in de Alaska Panhandle in het zuidoosten van Alaska in de Verenigde Staten.

## Geografie
Het schiereiland is 37 kilometer lang en 13 kilometer breed en behoort administratief tot de Ketchikan Gateway Borough. Het is gelegen in het Tongass National Forest, en meer specifiek in het zuidelijkste deel van het Misty Fjords National Monument (een nationaal park in Alaska, ongeveer 64 kilometer ten oosten van Ketchikan).
De westkust van het schiereiland kijkt uit over de Alexanderarchipel nabij de inham van Dixon Entrance. In het noorden wordt het schiereiland begrensd door het fjord Boca de Quadra, in het oosten is het verbonden met het vasteland van Alaska, in het zuiden door de Nakat Bay en de Dundas Passage en in het westen door het Revillagigedo Channel. Aan de overzijde van het Revillagigedo Channel liggen de Gravina Islands met Duke Island en Mary Island. Aan de overzijde van de Dundas Passage ligt het Dundas Island.

## Geschiedenis
In 1883 kreeg het schiereiland van luitenant-commandant H.E. Nichols van de United States Navy haar beschrijvende naam.